# لکومپتون (کانزاس)
لکومپتون (به انگلیسی: Lecompton) شهری در ایالت کانزاس کشور ایالات متحده آمریکا است که جمعیت آن در سرشماری سال ۲۰۱۰ میلادی، ۶۲۵ نفر بوده‌است.

## نگارخانه

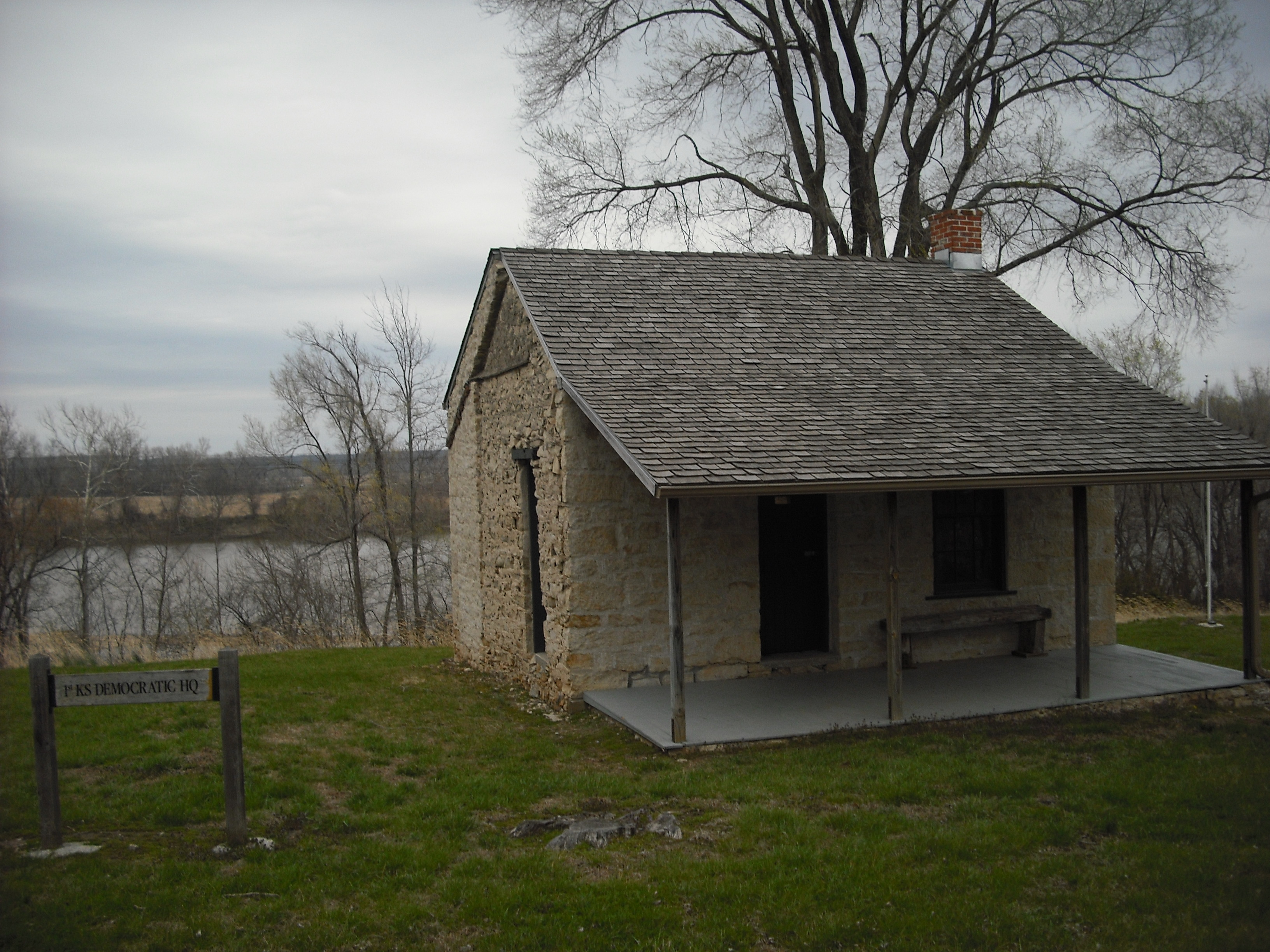
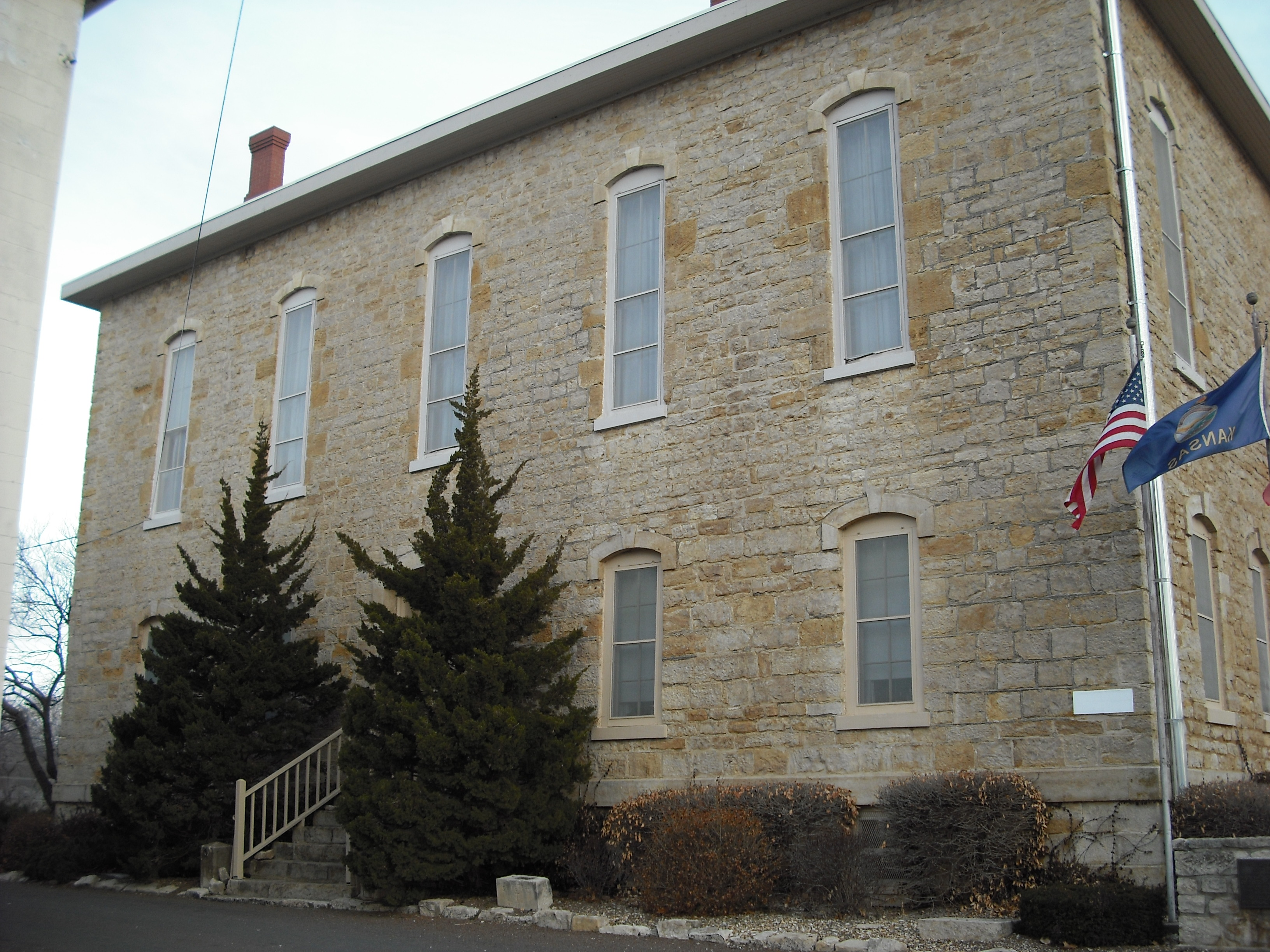
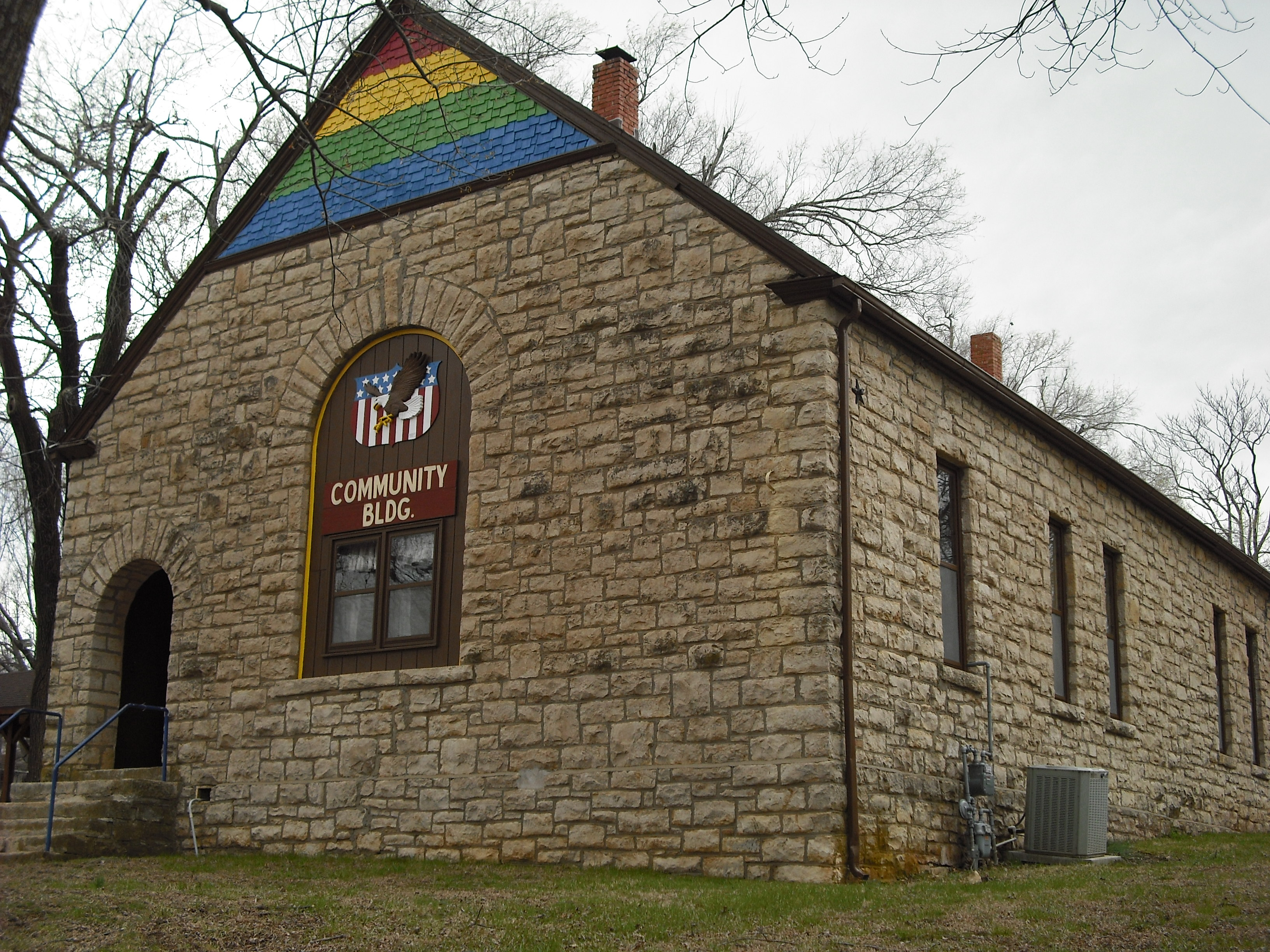